# Марктплац (Дюссельдорф)

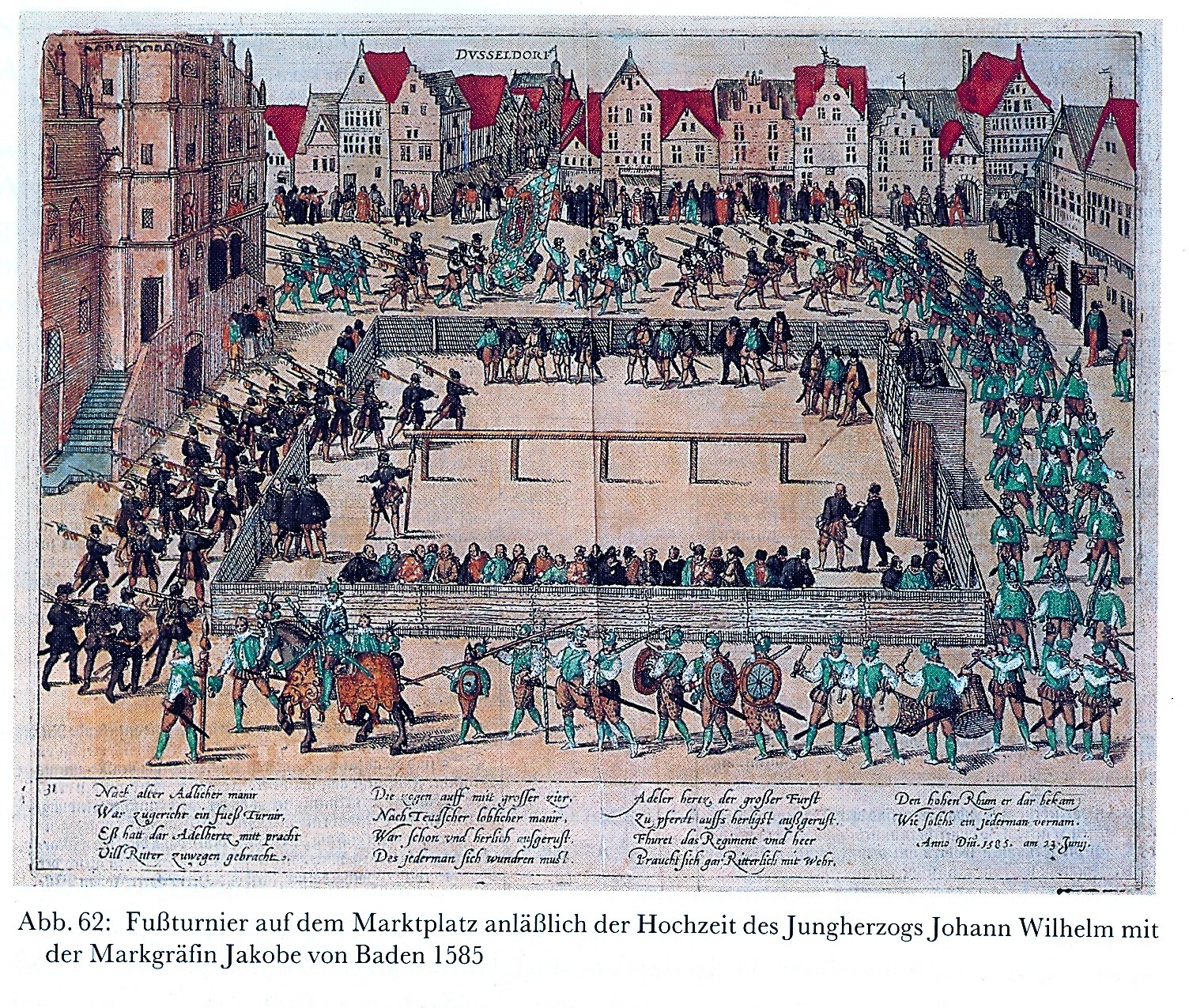
Рыцарский турнир на Марктплац по случаю бракосочетания герцога Юлих-Клеве-Берга Иоганна-Вильгельма в 1585 году

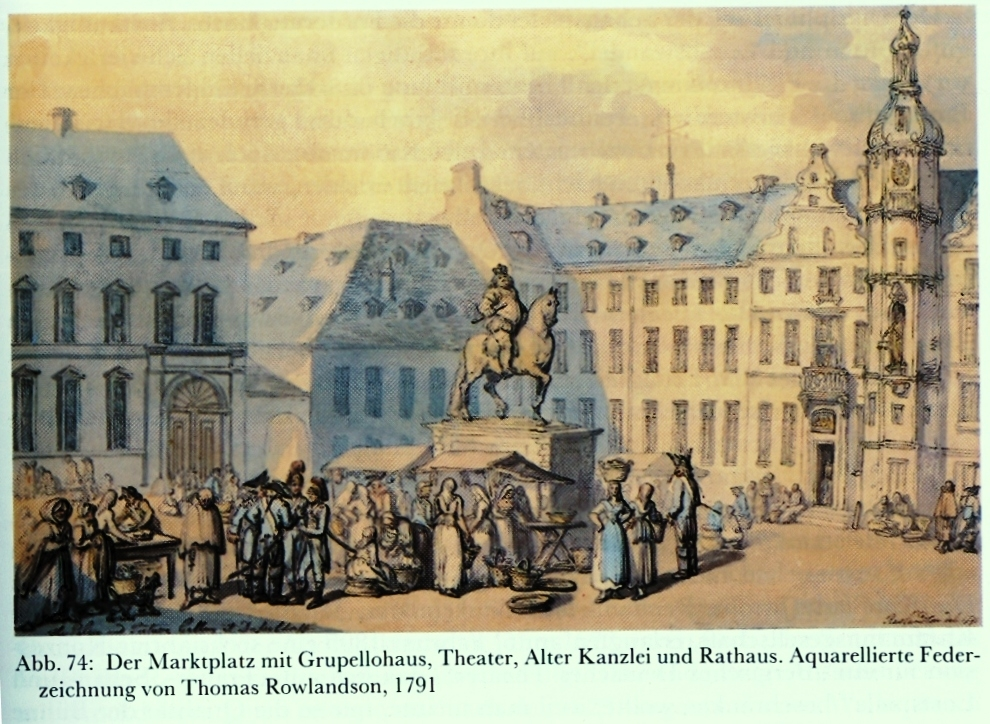
Марктплац в 1791 году

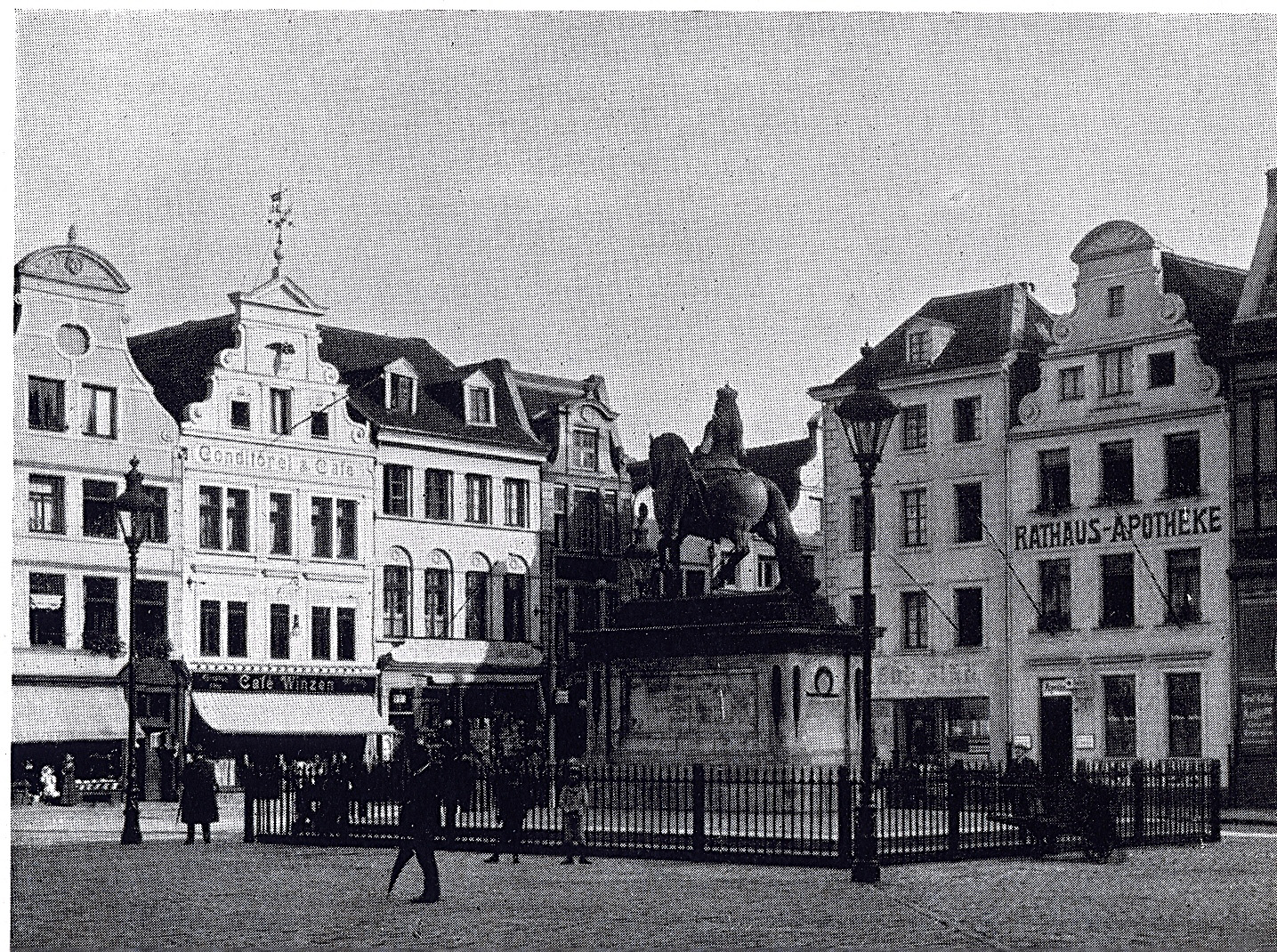
Марктплац в 1909 году

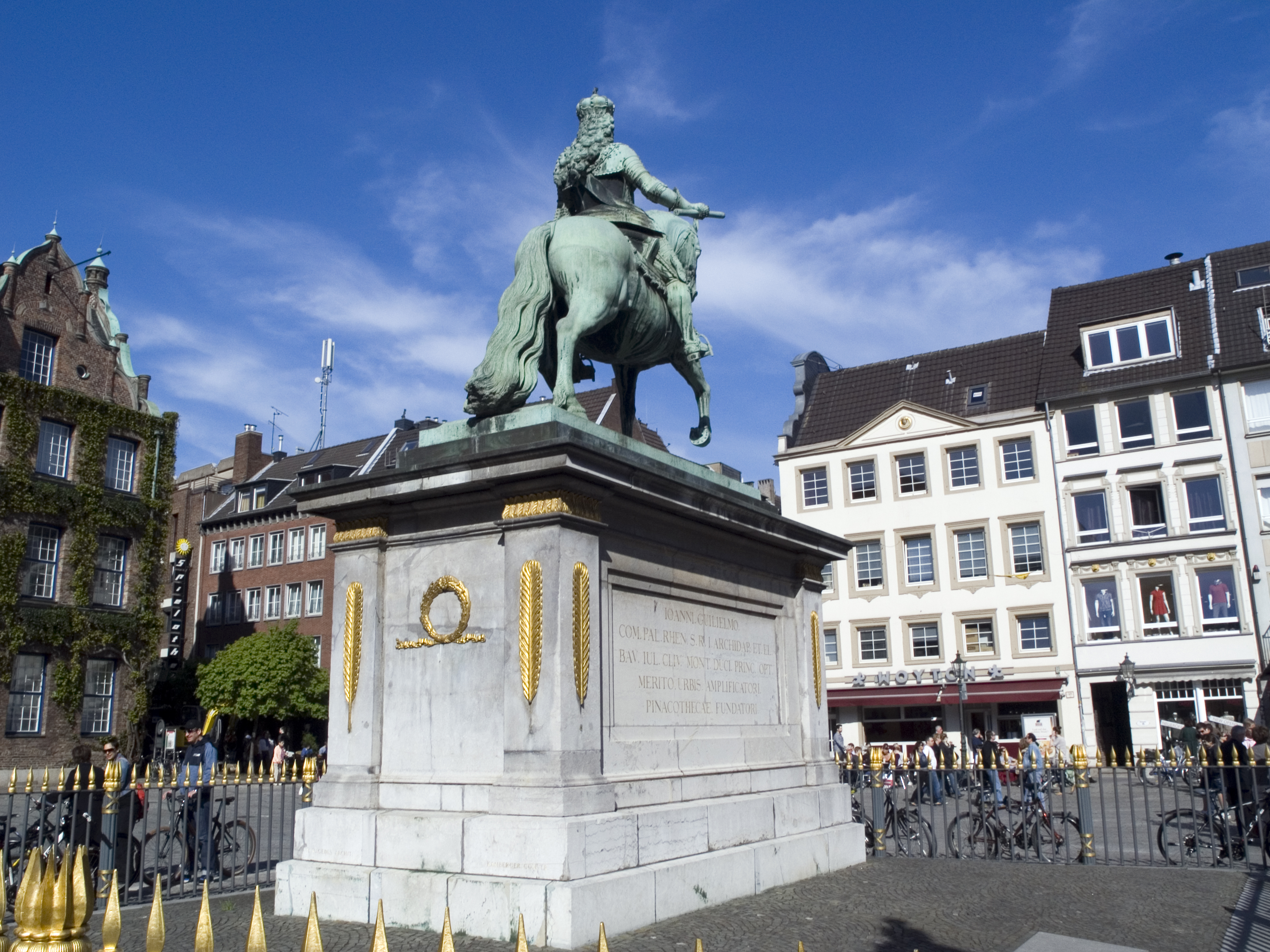
Марктплац в 2011 году

Марктплац (нем. Marktplatz, «Рыночная площадь» (нем.)) — центральная площадь исторической части города Дюссельдорф — столицы федеральной земли Северный Рейн — Вестфалия. Расположена непосредственно на берегу Рейна.

На площади находятся городская ратуша и конный памятник курфюрсту Пфальца Иоганну-Вильгельму работы скульптора Габриеля де Группело.

Трапециевидная в плане площадь имеет размер 55 м с запада на восток и 52-58 м с севера на юг. С севера к ней примыкает площадь Бургплац, с востока — улица Болькерштрассе и с юга — улицы Марктштрассе и Цольштрассе. Западная и северная стороны площади ограничиваются комплексом зданий ратуши. Восточная часть застроена рядом зданий, на первом этаже которых находятся кафе, магазины и рестораны.

Как архитектурные и исторические памятники на площади взяты под охрану следующие объекты:
- Ратуша[1]
- Административное здание по адресу Марктплац, 6[2]
- Барочный жилой дом по адресу Марктплац, 12[3]
- Памятник Иоганну-Вильгельму[4]

## История
Впервые Марктплац упоминается в документе, датируемом 1392 годом. Возникла площадь, вероятно, не ранее 1382 года. В 1500 году на площади было построено новое здание ратуши. С тех пор органы городского управления Дюссельдорфа неизменно располагаются на одном и том же месте. в 1570—1572 годах в смешанном стиле, носящем черты поздней готики и Ренессанса , по проекту архитектора Алессандро Паскуалини. Строительством руководил мастер Генрих Тушманн (Туссманн) из Дуйсбурга.

В 1711году на площади устанавливается конный памятник курфюрсту Пфальца Иоганну-Вильгельму работы итальянско-фламандского скульптора Габриель де Групелло создавал. В 1700 году для работы над памятником Иоганн-Вильгельм позволил скульптору поселиться на Марктплац в называемом ныне здании Групелло-Хаус. В 1708 году курфюрст дарит скульптору этот дом. Прямо в доме находился и литейный цех для отливки скульптур. На протяжении столетия дом находился во владении семьи Групелло, а впоследствии служил в качестве административного здания. C 1747 по 1875 год в литейной мастерской дома Групелло располагался Старый театр Дюссельдорфа. Во время второй мировой войны дом Групелло был разрушен, а после восстановления в нём разместился зал совета города Дюссельдорф.

В 1739 году по распоряжению канцлера графства Берг на месте бывшего ветхого дома сооружается театр «Kommödienhaus». Именно здесь во время Великого Дюссельдорфского культурного расцвета (1830-е годы) Карл Иммерманн пытался осуществить реформу немецкого театра. Театр прекратил своё существование в 1875 году, причиной тому послужила высокая пошлина, которую город требовал у театральной труппы. Здание театра было снесено в 1881 году.

## Марктплац сегодня
С момента своего основания Марктплац служил главной рыночной площадью города. По мере роста города возникали новые конкурирующие рынки и уже с 1900 года главный рынок перемещается на площадь Карлсплац. Однако, на протяжении уже нескольких лет на Марктплац проходят ежегодные рождественские базары. Так же на площади проходят регулярные винные праздники.

Каждый год 11 ноября в День Святого Мартина в 11:11 на Марктплац начинается карнавал, открывает который обер-бургомистр Дюссельдорфа. На площади разыгрываются сцены из жизни Святого Мартина. В «Розовый понедельник» на Марктплац также проходит ежегодное карнавльное шествие.

Ежегодно в конце ноября на Марктплац устанавливается главная Рождественская ёлка Северного Рейна — Вестфалии. С 1979 года эта ёлка традиционно доставляется из норвежского Лиллехаммера.